# Alejandra Majluf
Alejandra Majluf (Buenos Aires, Argentina; 1966) es una actriz de cine, teatro y televisión argentina. Es conocida por su papel de villana en Clave de sol y por su papel en Ay, Juancito.

## Carrera
Se inició desde muy niña en Canal 7 en un programa infantil conducido por Juan Manuel Fontanals. Luego estudió en el Conservatorio de Arte Dramático y fue la villana de Clave de sol con Pablo Rago y Leo Sbaraglia que duró dos años. 
También tuvo su etapa periodística en Fax un programa conducido por Nicolás Repetto y en el que trabajó también Marley, allí personificó al popular personaje de "La colada", convirtiéndose así a la primera cronista en entrevistar a los famosos de una manera atrevida y seria a la vez
. En una de las entrevistas que hizo conoció al empresario italiano Luciano Benetton a quien le sugirió comprar tierras argentinas (lo que posteriormente hizo al comprar la Patagonia), el mismo también la contrató para que inaugure su tienda de Florida. También entrevistó a personajes como Domingo Cavallo, Julio Bocca o Tato Bores.
Vivió diez años en España donde trabajó y produjo en teatro diversas obras,  tuvo una sala multiespacio donde daban clases y ahí se empezó a generar el teatro por la identidad en España. 
En cine tuvo destacados papeles en las películas Ay, Juancito (2004) donde encarnó a la gran actriz Niní Marshall con Adrián Navarro, Inés Estévez, Leticia Brédice y Laura Novoa; Interior (noche) (2005) con Críspulo Cabezas, Raquel Camerón y Alejandro Casas; y Cruzadas (2011) con Enrique Pinti, Nacha Guevara y Moria Casán.
En teatro estuvo en obras como Las hermanitas de la misericordia, La casa de Bernarda Alba, Viva la vida, Macbeth, el sueño de las brujas, Sosto convida, Mr. Amor, casi casi un galán, Rumores, Confesiones de mujeres de 30, Alma mía varieté y Los Profundos.
Casada por varios años con un productor tuvo a su hija Ema Peel, quien tuvo como madrina a su mejor amiga la actriz Gabriela Toscano.

## Filmografía
- 2011: Cruzadas.
- 2010: Eva y Lola
- 2005: Interior (noche).
- 2004: Ay, Juancito.

## Televisión[6]
- 2015: Esperanza mía
- 2009: Casi ángeles
- 2001: Reality reality
- 2000: Tiempofinal, ep. Infieles.
- 1998: Verano del 98.
- 1997/1998: De corazón.
- 1996/1997: Como pan caliente.
- 1996: Mi familia es un dibujo
- 1995/1996: Hola papi!.
- 1993/1995: Gerente de familia.
- 1992: Tato de América.
- 1991/1992: Fax.
- 1990: La trompa.
- 1990: Rebelde.
- 1990: Di Maggio.
- 1987/1990:Clave de sol

## Teatro
- Etiquetame con Florencia Torrente y Cristina Maresca.
- Las hermanitas de la misericordia
- La casa de Bernarda Alba
- Viva la vida
- Macbeth, el sueño de las brujas
- Sosto convida
- Mr. Amor, casi casi un galán
- Rumores
- Confesiones de mujeres de 30
- Alma mía varieté
- Los Profundos